# Grazi Massafera
Grazielli Massafera, detta Grazi (Jacarezinho, 28 giugno 1982), è un'attrice e conduttrice televisiva brasiliana.

## Biografia
Grazi Massafera è stata lanciata dalla quinta edizione del Big Brother brasiliano, dove è arrivata seconda.
Ha condotto programmi televisivi e lavorato come attrice sia al cinema che nelle telenovele. Nel 2015 ha riscosso consensi in una telenovela di Walcyr Carrasco, Verdades Secretas, interpretando il ruolo di Larissa Ramos.

## Vita privata
Per anni è stata in unione stabile con il collega Cauã Reymond. I due si sono lasciati dopo aver messo al mondo una figlia, Sofia. In seguito Grazi Massafera è stata sentimentalmente legata ad altri uomini, tra cui l'attore Caio Castro, ma tutte queste relazioni si sono rivelate di breve durata.

## Reality show e conduzioni
- Big Brother Brasil (2005) - reality show
- Superbonita (2009) - conduzione
- Superbonita (2014) - conduzione

## Filmografia

### Televisione
- Pagine di vita (Páginas da vida) (2006)[2]
- Desejo Proibido (2007)[3]
- Negócio da China (2008)[4]
- Tempos Modernos (2010)[5]
- Aquele beijo (2011)[6]
- Flor do Caribe (2013)[7]
- Geração Brasil (2014)[8]
- Verdades Secretas (2015)[9]
- A Lei do Amor (2016).[10]
- Bom Sucesso (2019-2020)

### Cinema
- Didi, o Caçador de Tesouros (2006)
- Billi Pig (2011)[11]